# سامانه اطلاعاتی جهانی
سامانه اطلاعاتی جهانی (انگلیسی: Global information system) اصطلاحی است که در معانی بسیاری به‌کار برده می‌شود. یک معنا این است که سامانه اطلاعاتی جهانی سامانه اطلاعاتی است که در بافتار جهانی استفاده می‌شود و توسعه داده می‌شود. تعریف دیگر این است که هر گونه سامانه‌های اطلاعاتی که بدنبال عرضه کلیتی از داده‌های جهانی درون یک بافتار تعریف شده باشد یک سامانه اطلاعاتی جهانی است. نکته رایج در این گونه از سامانه‌های اطلاعاتی این است که بافتار آن‌ها محیط جهانی است چه در فرایند توسعه و چه در استفاده از این سامانه‌ها. این بدین معنا است که سامانه‌های اطلاعاتی حهانی به شدت با رایانش توزیع شده/سامانه‌های توزیع شده که توزیع در سطح جهانی است ارتباط دارند. این عبارت همین‌طور جنبه‌های توسعه جهانی نرم‌افزار و برونسپاری (وقتی مکان‌های برون سپاری به پراکندگی جهانی دارند) و برون مرزسپاری (offshoring) را دربرمی‌گیرد. یک جنبه خاص از سامانه‌های اطلاعاتی جهانی توسعه نرم‌افزار به صورت جهانی است. یک جنبه اصلی این حوزه ملاحضات هماهنگسازی همکاری میان تیم‌های مجازی است. جنبه‌های مهم بیشتر عبارتند از بین‌المللی سازی و بومی‌سازی زبان اجزای سامانه.

## وظایف در طراحی سامانه‌های اطلاعاتی جهانی
وظایف کلیدی در طراحی سامانه‌های اطلاعاتی جهانی عبارتند از:
- طراحی رویه و سامانه: چگونگی سازماندهی رویه‌های بین کنشگران توزیع شده و یکپارچه سازی سامانه توزیع شده
- معماری فنی: چیستی زیرساخت فنی ممکن کننده همکاری
- سازوکارهای حمایتی: چگونگی حمایت از کنشگرانی که در ارتباط، همکاری و همماهنگی هستند.

نمونه‌های متعددی قابل عرضه است. به صورت پایه ای هر وبگاه چندزبانه می‌تواند به مثابه یک سامانه اطلاعاتی جهانی در نظر گرفته شود. گرچه اغلب عبارت سامانه اطلاعاتی جهانی اصطلاحی است که برای اشاره به یک سامانه اطلاعاتی مشخص که در بافتار جهانی توسعه یافته و استفاده می‌شود گفته می‌شود.

## مثال‌ها
نمونه‌های خاص عبارتند از:
- سامانه‌هایی که برای کاربرنان چندملیتی توسعه پیدا کرده‌اند، مثلاً سپ یک سامانه مدیریت منابع سازمانی جهانی است.
- سامانه‌های اطلاعاتی جهانی برای آموزش
- برای موارد خاص یکپارچگی داده